# 西德尼·斯科尔斯基
西德尼·斯科尔斯基（Sidney Skolsky，1905年5月2日—1983年5月3日）是一位美国好莱坞八卦专栏作家，此外还是一名演员、编剧和电影制片人。“奥斯卡奖”可能是由他命名的。

## 生平
他出生于一个美国犹太人家庭，是纽约市布匹店老板路易（Louis Skolsky）和妻子米尔德里德（Mildred）的儿子。他曾在纽约大学学习新闻学，之后成为戏剧经理厄尔·卡罗尔、山姆·哈里斯和乔治·怀特的百老汇新闻代理人。1928年，他成为《纽约每日新闻》八卦专栏作家，也是百老汇最年轻的八卦专栏作家。他的周日专栏“Tintypes”持续出版了52年。
他于1933年搬到好莱坞，在那里兼职为达里尔·F·扎纳克的二十世纪电影公司剧本编审。1937年，《纽约每日镜报》将他从《每日新闻》挖走，1943年他又转到《纽约邮报》工作。

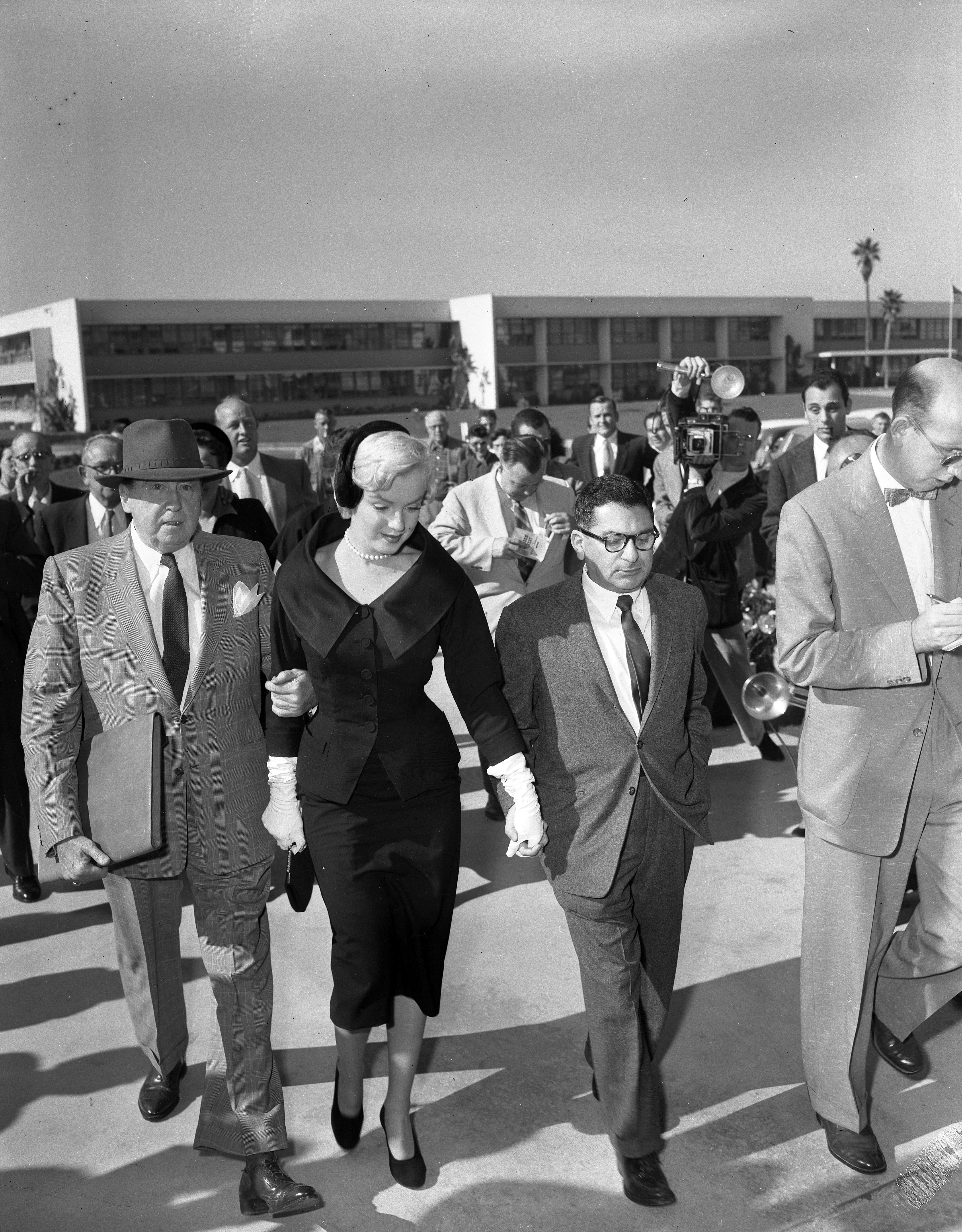
杰瑞·吉斯勒、玛丽莲·梦露和西德尼·斯科尔斯基

1946年，他凭借《一代歌王》成为电影制片人，该片获得多项奥斯卡奖提名。1954年起， 他开始在KABC-TV上出演节目《西德尼·斯科尔斯基的好莱坞》（Sidney Skolsky’s Hollywood）。他有五本关于好莱坞和电影的作品，包括1975年的自传《别误会，我爱好莱坞》（Don’t Get Me Wrong, I Love Hollywood） 。
斯科尔斯基于1983年因帕金森病和动脉粥样硬化并发症去世。他与埃斯特尔·洛伦兹（Estelle Lorenz）的婚姻维持了54年，并育有两个女儿。